# Seguro de vuelo
Un seguro de vuelo es un seguro de accidentes que cubre las repercusiones económicas que pueden surgir a consecuencia de un accidente aéreo. 

## Concepto
Es un hecho indudable que el medio de transporte de masas que ha experimentado mayor evolución durante el siglo XX ha sido el aéreo. La importancia del transporte aéreo y la subsiguiente necesidad de disponer de un eficaz sistema de protección de los derechos de los usuarios de dicho transporte resulta pues evidente.
Un seguro de vuelo (también llamado seguro de accidentes de vuelo o seguro de accidentes aéreos) es un seguro privado de accidentes especial mediante el cual los pasajeros (como tomadores del seguro) se protegen de las repercusiones económicas que un accidente aéreo (accidente de aviación, colisión, accidente durante el despegue o el aterrizaje) puede ocasionar. Hoy, además, existen riesgos que ayer no teníamos como son los actos de terrorismo.
La principal prestación de un seguro de vuelo es la protección económica para los pasajeros y/o para sus herederos en caso de invalidez permanente o fallecimiento a consecuencia del accidente.

## Historia de los seguros de aviación
Los primeros seguros de aviación fueron desarrollados a principios del siglo XX. Lloyd’s of London, pilar en el desarrollo de los seguros, comenzó a ofrecerlos en 1911. Sin embargo, la compañía cambió su política de empresa en 1912 tras los accidentes de aviación debidos al mal tiempo. A consecuencia de ello interrumpió la comercialización de este tipo de seguros.
Sin embargo, el inicio formal de este seguro no tuvo lugar hasta el final de la Primera Guerra Mundial, cuando el capitán inglés Lamplough, precursor del seguro de aviación en Inglaterra, comenzó a contratar seguros de aviación a favor de un grupo integrado por la Union of Canton, el sindicato Heath de Lloyd’s y la White Cross Insurance Agency, compañía a través de la cual el seguro fue originalmente contratado.
La comunidad internacional apreció la necesidad de establecer un régimen uniforme aplicable al transporte aéreo prácticamente desde los inicios de la aviación comercial. Como resultado se aprobó la Convención de Varsovia de 12 de octubre de 1929 para la unificación de ciertas reglas relativas al transporte aéreo internacional, que fue ratificado por España el 31 de enero de 1930.
A mediados del siglo XX el mercado de seguros londinense, formado por las tradicionales asociaciones de Lloyd’s of London y numerosos mercados de seguros tradicionales, pasó a ser el eje central para los seguros de aviación. En el resto del mundo también aparecieron mercados nacionales de seguros en función del tráfico aéreo de cada país.
En Estados Unidos ya existe un mercado establecido de seguros de vuelo ya que allí se encuentra la mayor parte de la flota aérea existente en el mundo. Además de Amex y AIG (Travel Guard), también Travelex ofrece varios productos de seguro. QBE Insurance (Flightsurance-Seguro de vuelo) y ERV entre otras, ofrecen seguros de vuelo en los Estados miembros de la Unión Europea.

## Convenio de Montreal
El Convenio de Montreal, ratificado en España en mayo de 2004, sustituye la Convención de Varsovia de 1929 y regula la responsabilidad civil en el transporte aéreo internacional, tanto en cuestiones relativas al transporte aéreo de mercancías como también en cuestiones relativas al transporte aéreo de pasajeros. El texto del Convenio fue adoptado el 28 de mayo de 1999 por los Estados Parte de la OACI (Organización de Aviación Civil Internacional). El objetivo central de este convenio es la modernización y uniformización de las normas jurídicas en materia de transporte aéreo. El Convenio de Montreal establece un marco jurídico uniforme para regular la responsabilidad de las compañías aéreas en caso de daños a los pasajeros, al equipaje y a las mercancías durante viajes internacionales.
Adopta el principio de responsabilidad civil ilimitada de la compañía aérea en caso de lesiones corporales. Instaura un régimen de responsabilidad objetiva de pleno derecho de la compañía hasta un máximo de 113.100 DEG (derechos especiales de giro según definición del Fondo Monetario Internacional, es decir, aproximadamente 135.000 euros). Por encima de ese importe, existe un segundo nivel de responsabilidad ilimitada basado en la presunta falta de la compañía, de la que puede eximirse únicamente si demuestra que no ha cometido ninguna falta (la carga de la prueba pesa sobre la compañía).
La responsabilidad establecida por este Convenio es criticada por algunos expertos que la consideran insuficiente. Además las dificultades a la hora de probar la culpa del transportista impiden la imposición a las compañías aéreas de una responsabilidad elevada. Por otra parte, sigue siendo el Derecho nacional de cada país el que decide si existe o no un derecho a indemnización por daño moral. Parte de la doctrina recomienda el establecimiento de un derecho a resarcimiento de daños personales, psicológicos y morales por la pérdida del cónyuge, pareja u otro familiar cercano. Por todo ello existe la posibilidad de contratar un seguro de vuelo que solventa todas estas lagunas jurídicas. Si bien los seguros suelen aportar poco valor a lo que por ley ya está establecido como compensación. Solo el 2% de las reclamaciones de vuelo, reciben una indemnización.

## Liquidación del siniestro
La prestación del seguro puede variar dependiendo de si se trata de un caso de fallecimiento o de un caso de invalidez. El momento en que el seguro empieza a cubrir no es idéntico en todos los contratos de seguro, pudiendo ser distinto según las condiciones de cada contrato. A diferencia de los seguros de viaje tradicionales, los seguros de vuelo no cubren toda la duración del viaje sino que la cobertura empieza a surtir efecto al abandonar la puerta de embarque para subir a la aeronave y continúa cubriendo durante todo el vuelo y hasta la llegada a la terminal del aeropuerto de destino.
El seguro es efectivo, por regla general, mediante el pago de una única prima. A través de acuerdos progresivos puede asegurarse que la indemnización por invalidez aumente de forma proporcional al grado de invalidez alcanzado. El grado de invalidez queda establecido en las condiciones generales de la póliza de seguro. Junto con los casos de invalidez, también pueden asegurarse otras repercusiones de un accidente de aviación. Así pues, por ejemplo, puede acordarse el pago de un importe concreto para el caso de fallecimiento accidental del asegurado (indemnización por fallecimiento). La indemnización por fallecimiento es exigible cuando el asegurado muere dentro del plazo de un año a contar desde el momento del accidente y por causa de éste.